# 費爾法克斯橋
費爾法克斯橋（英語：Fairfax Bridge），位於美國堪薩斯城費爾法克斯區的密蘇里河上，是美國國道69南行線一部分的桁架橋，連接635號州際公路，於1931至1934年間，由堪薩斯城橋樑公司耗資美金60萬元建造。原本是雙程行車的，至1957年改為雙線單程，北行車輛改行普拉特採購大橋。
2013年當地政府宣佈取締兩條大橋，費爾法克斯橋將於2015年停止使用。

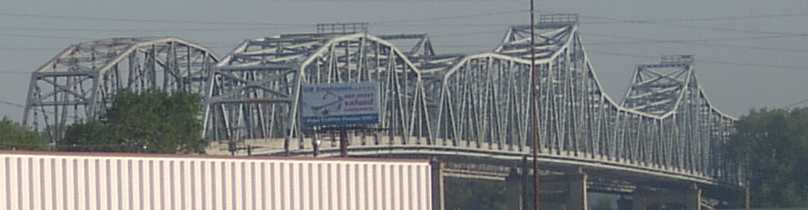
普拉特採購大橋 與 費爾法克斯橋

## 外部連結
- Kansas City Public Library history
- Kansas City Kansan Article